# Aplikacja adwokacka
Ten artykuł należy dopracować:

przedstawiono sytuację tylko z polskiej perspektywy – artykuł powinien być przekrojowy.
Pomóż go poprawić. Na stronie dyskusji mogą znajdywać się pomocne komentarze.
Aplikacja adwokacka – szkolenie przygotowujące do wykonywania zawodu adwokata, odbywane przez aplikanta adwokackiego, czyli osobę posiadającą tytuł zawodowy magistra (kierunek studiów: prawo) bądź będącą absolwentem studiów prawniczych realizowanych za granicą, które uznane zostały w Rzeczypospolitej Polskiej. Rozpoczynając aplikację z chwilą złożenia stosowanego ślubowania, aplikanci stają się członkami adwokatury, a w powszechnej praktyce stosuje się wobec nich zwrot grzecznościowy „Mecenas”.

## Prawo polskie
Sytuację prawną aplikantów kształtują przepisy art. 75–79 ustawy z dnia 26 maja 1982 roku Prawo o adwokaturze, a także uchwalony przez Naczelną Radę Adwokacką Regulamin aplikacji adwokackiej.

### Nabór
Na listę aplikantów adwokackich mogą zostać wpisane osoby:
1) nieskazitelnego charakteru i swym dotychczasowym zachowaniem daje rękojmię prawidłowego wykonywania zawodu adwokata;
2) korzystające w pełni z praw publicznych oraz ma pełną zdolność do czynności prawnych;
3) które ukończyły wyższe studia prawnicze w Rzeczypospolitej Polskiej i uzyskał tytuł magistra lub zagraniczne studia prawnicze uznane w Rzeczypospolitej Polskiej;
4) które pozytywnie zdały egzamin wstępny na aplikację adwokacką organizowany przez Ministra Sprawiedliwości.
Egzamin wstępny polega na sprawdzeniu wiedzy kandydata na aplikanta adwokackiego z zakresu: materialnego i procesowego prawa karnego, materialnego i procesowego prawa wykroczeń, prawa karnego skarbowego, materialnego i procesowego prawa cywilnego, prawa rodzinnego i opiekuńczego, prawa gospodarczego, spółek prawa handlowego, prawa pracy i ubezpieczeń społecznych, materialnego i procesowego prawa administracyjnego, postępowania sądowoadministracyjnego, prawa Unii Europejskiej, prawa konstytucyjnego oraz prawa o ustroju sądów i prokuratur, samorządu adwokackiego, radcowskiego i innych organów ochrony prawnej działających w Rzeczypospolitej Polskiej.

### Uprawnienia
1. Po sześciu miesiącach aplikacji adwokackiej aplikant adwokacki może zastępować adwokata przed sądami, organami ścigania, organami państwowymi, samorządowymi i innymi instytucjami, z wyjątkiem Sądu Najwyższego, Naczelnego Sądu Administracyjnego, Trybunału Konstytucyjnego i Trybunału Stanu.
2. Aplikant adwokacki może sporządzać i podpisywać pisma procesowe związane z występowaniem adwokata przed sądami, organami ścigania i organami państwowymi, samorządowymi i innymi instytucjami. 
3. Aplikant adwokacki może skorzystać z tzw. tymczasowego dopuszczenia do podjęcia naglącej czynności procesowej w rozumieniu przepisu art. 97 § 1 k.p.c. Hipoteza art. 97 k.p.c. obejmuje sytuację, gdy osobie, która chce przedsięwziąć czynności procesowe, nie mogąc wylegitymować się stosownym pełnomocnictwem, strona jeszcze nie udzieliła pełnomocnictwa, jak również sytuację, gdy takie pełnomocnictwo zostało już udzielone, lecz z różnych przyczyn nie zostało przedłożone w sądzie, w czasie, gdy należy przedsięwziąć określone czynności procesowe (również m.in. K. Knoppek, w: Kodeks postępowania cywilnego, Komentarz. Tom I. Artykuły 1–366, red. H. Dolecki, T. Wiśniewski, Warszawa 2011).

### Szkolenie
Szkolenie trwa trzy lata. Korporacja adwokacka nakłada na aplikanta obowiązek odbywania aplikacji pod kierunkiem patrona, czyli adwokata, który wyraził pisemną gotowość do bycia patronem, jest niekarany dyscyplinarnie, z minimum 5-letnim stażem (wyjątkowo – za pozwoleniem dziekana okręgowej rady adwokackiej – także z 3-letnim stażem). Po aplikacji adwokackiej można podejść do egzaminu adwokackiego, który składany jest przed komisją powoływaną spośród przedstawicieli ministra sprawiedliwości i samorządu zawodowego. Aplikacja jest odpłatna. Wysokość opłaty rocznej za aplikację adwokacką jest określana przez Rozporządzenie Ministra Sprawiedliwości i nie może przekroczyć 6-krotności minimalnego wynagrodzenia.